# Сєверська
Сєверська (Сіверська, рос. Северская) — станиця в Росії, на Кубані, центр Сєверського району Краснодарського краю, розташована на річці Убінка (або Убін, ліва притока Кубані), при виході її з ущелини.

Залізнична станція на залізниці Краснодар — Кримськ. Автомагістраль M4. Відстань до Краснодара 34 км, до Новоросійська — 110 км. Підприємства сільського господарства і харчової промисловості.

## Населення
Населення станиці 22,6 тис. осіб (2002).
За переписом 1926 року українці становили у Сіверському р-ні 63,5% всього населення.

## Історія
Станиця заснована в 1864 році на місці виселеного черкеського аулу. Назва дана по Сєверському полку кубанських козаків, спочатку розквартированому тут.